# Fontanès (Hérault)
Fontanès (okzitanisch gleichlautend) ist eine französische Gemeinde mit 355 Einwohnern (Stand: 1. Januar 2022) im Département Hérault in der Region Okzitanien (bis 2015: Languedoc-Roussillon); sie gehört zum Arrondissement Lodève und zum Kanton Lodève. Die Einwohner werden Fontanais genannt.

## Geographie
Die Gemeinde Fontanès liegt am Oberlauf der Bénovie, etwa 23 Kilometer nordnordöstlich von Montpellier. Umgeben wird Fontanès von den Nachbargemeinden Sauteyrargues im Norden, Vacquières im Norden und Nordosten, Saint-Bauzille-de-Montmel im Osten und Südosten, Sainte-Croix-de-Quintillargues im Süden, Saint-Mathieu-de-Tréviers im Südwesten sowie Valflaunès im Nordwesten.

## Bevölkerungsentwicklung
| Jahr                       | 1962 | 1968 | 1975 | 1982 | 1990 | 1999 | 2006 | 2012 | 2020 |
| Einwohner                  | 99   | 107  | 72   | 144  | 187  | 202  | 234  | 329  | 350  |
| Quellen: Cassini und INSEE |      |      |      |      |      |      |      |      |      |

## Sehenswürdigkeiten

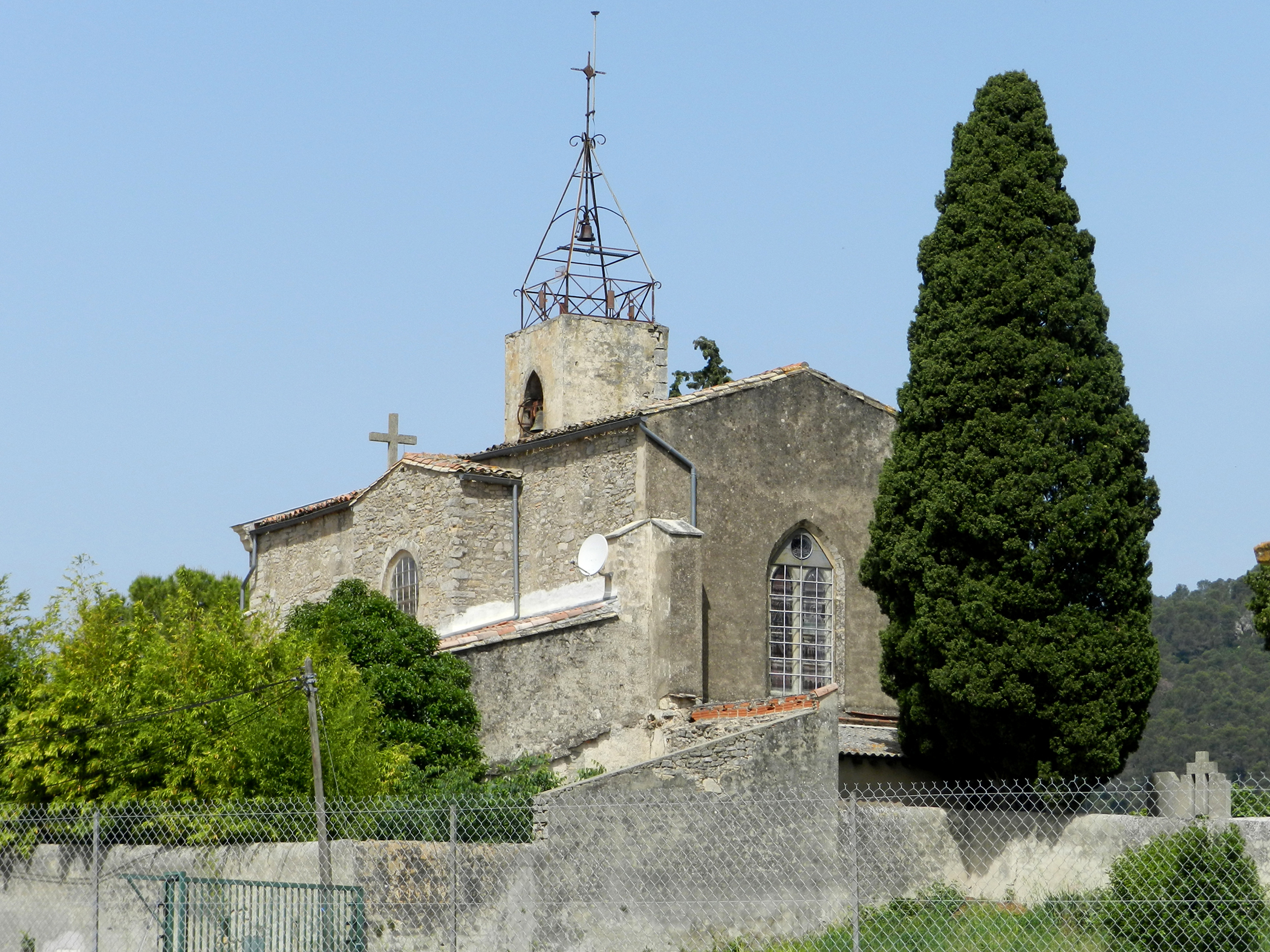
Kirche Saint-Étienne

- Kirche Saint-Étienne
- Domäne Le Mas de Jon